# Zielniczki (Gran Polonia)
Zielniczki [pronunciación en polaco: /ʑelˈnit͡ʂki/] (en alemán: Schellendorf) es un pueblo ubicado en el distrito administrativo de Gmina Środa Wielkopolska, dentro del Distrito de Środa Wielkopolska, Voivodato de Gran Polonia, en el oeste de Polonia central. Se encuentra aproximadamente a 5 kilómetros al noroeste de Środa Wielkopolska y a 28 kilómetros al sureste de la capital regional Poznań.
El pueblo tiene una población de 80 habitantes.